# Tassu
Tassu ou U Tassu est un village abandonné situé dans le département français de la Corse-du-Sud.
Il est situé entre Cristinacce et Marignana.
Un recensement établi en 1537 fait état d'une population de 95 habitants. Le dernier habitant est mort en 1935.